# Liste der Kulturdenkmäler in Rheinzabern
In der Liste der Kulturdenkmäler in Rheinzabern sind alle Kulturdenkmäler der rheinland-pfälzischen Ortsgemeinde Rheinzabern aufgeführt. Grundlage ist die Denkmalliste des Landes Rheinland-Pfalz (Stand: 26. Juni 2023).

## Denkmalzonen
| Bezeichnung          | Lage                                                                                                 | Baujahr                        | Beschreibung | Bild            |
| -------------------- | --- | ------------------------------ | --- | --------------- |
| Denkmalzone Ortskern | Hauptstraße 20, 22, 24–55 und 57–59, Außerdorf 1 und 2, Friedhofstraße 1 und 3, Hoppelgasse 1–8 Lage | 18. und frühes 19. Jahrhundert | ungewöhnlich dichte Bausubstanz des 18. und frühen 19. Jahrhunderts, in der Hauptstraße sehr stattlichen Bauten von kleinstädtischer Wirkung | Fotos hochladen |

## Einzeldenkmäler
| Bezeichnung                                 | Lage                                                                                            | Baujahr                                      | Beschreibung | Bild                           |
| ------------------------------------------- | ----------------------------------------------------------------------------------------------- | -------------------------------------------- | --- | ------------------------------ |
| Wohnhaus                                    | Außerdorf 1 Lage                                                                                | 18. Jahrhundert                              | eingeschossiges Fachwerkhaus mit Kniestock, teilweise massiv, 18. Jahrhundert                                                                     | Fotos hochladen                |
| Wohnhaus                                    | Außerdorf 11 Lage                                                                               | Ende des 18. Jahrhunderts                    | Fachwerkhaus, Ende des 18. Jahrhunderts | Fotos hochladen                |
| Wohn- und Geschäftshaus                     | Außerdorf 12 Lage                                                                               | zweite Hälfte des 18. Jahrhunderts           | stattliches Fachwerkhaus, Krüppelwalmdach, zweite Hälfte des 18. Jahrhunderts, Erdgeschoss mit Ladeneingang und zwei Schaufenstern um 1920        | Fotos hochladen                |
| Wohnhaus                                    | Außerdorf 30/32 Lage                                                                            | 1700                                         | eingeschossiges Fachwerkhaus mit Kniestock, bezeichnet 1700                                                                                       | Fotos hochladen                |
| Wohnhaus                                    | Außerdorf 56 Lage                                                                               | um 1800                                      | eingeschossiges Fachwerkhaus, um 1800 | Fotos hochladen                |
| Scheune                                     | Außerdorf, zu Nr. 56 Lage                                                                       | erste Hälfte des 19. Jahrhunderts            | Scheune, erste Hälfte des 19. Jahrhunderts, verbaut wurden archäologische Fundstücke (Tegulae etc.)                                               | BW                             |
| Wohnhaus                                    | Badgasse 3 Lage                                                                                 | 1750                                         | Fachwerkhaus, teilweise massiv, bezeichnet 1750                                                                                                   | Fotos hochladen                |
| Wegekreuz                                   | Bahnhofstraße, bei Nr. 17 Lage                                                                  | 1805                                         | Wegekreuz, Nischenkreuz, bezeichnet 1805 | BW                             |
| Wohn- und Geschäftshaus                     | Bahnhofstraße 18 Lage                                                                           | um 1900                                      | Wohn- und Geschäftshaus, früher Bahnhofsgaststätte; stattlicher Klinkerbau, Neurenaissance, Mansarddach, um 1900, eingeschossiger Anbau           | Fotos hochladen                |
| Bahnhof Rheinzabern                         | Bahnhofstraße 20 Lage                                                                           | um 1860                                      | ehemaliger Bahnhof; spätklassizistischer Walmdachbau, um 1860                                                                                     | weitere Bilder Fotos hochladen |
| Wohnhaus                                    | Flachsmarkt 27 Lage                                                                             | 1816                                         | Fachwerkhaus, bezeichnet 1816 | Fotos hochladen                |
| Katholisches Pfarrhaus                      | Friedhofstraße 6 Lage                                                                           | zweite Hälfte des 18. Jahrhunderts           | stattlicher Walmdachbau, teilweise Fachwerk, zweite Hälfte des 18. Jahrhunderts; Hofmauer mit zwei Sandsteintorpfeilern                           | Fotos hochladen                |
| Wohnhaus                                    | Hauptstraße 12 Lage                                                                             | um 1700                                      | Fachwerkhaus, teilweise verputzt, um 1700 und vom Anfang des 19. Jahrhunderts                                                                     | Fotos hochladen                |
| Poststation                                 | Hauptstraße 20 Lage                                                                             | zweite Hälfte des 18. Jahrhunderts           | ehemalige Poststation; stattlicher Mansarddachbau, teilweise Fachwerk, zweite Hälfte des 18. Jahrhunderts                                         | Fotos hochladen                |
| Wohnhaus                                    | Hauptstraße 22 Lage                                                                             | Anfang des 19. Jahrhunderts                  | stattliches Fachwerkhaus, teilweise massiv, Anfang des 19. Jahrhunderts                                                                           | Fotos hochladen                |
| Wohnhaus                                    | Hauptstraße 24/26 Lage                                                                          | 1787                                         | Doppelwohnhaus; Fachwerkbau, bezeichnet 1787 | Fotos hochladen                |
| Wohn- und Geschäftshaus                     | Hauptstraße 28 Lage                                                                             | 1723                                         | Wohnhaus und Apotheke; stattlicher Fachwerkbau, teilweise massiv, Mansarddach, bezeichnet 1723                                                    | Fotos hochladen                |
| Wohn- und Rathaus                           | Hauptstraße 29/31/33 Lage                                                                       | 1745                                         | stattlicher Baukörper aus drei Häusern unter gemeinsamem Mansarddach, zwei Torfahrten, Nr. 29 bezeichnet 1745                                     | Fotos hochladen                |
| Gasthaus Zum Engel                          | Hauptstraße 32 Lage                                                                             | 18. Jahrhundert                              | stattlicher Fachwerkbau, teilweise massiv, im Kern wohl aus dem 18. Jahrhundert, seitliche Erweiterung mit Erker, Balkon und Ecktürmchen, um 1910 | Fotos hochladen                |
| Wohnhaus                                    | Hauptstraße 37 Lage                                                                             | zweites Viertel des 19. Jahrhunderts         | Krüppelwalmdachbau, wohl aus dem zweiten Viertel des 19. Jahrhunderts                                                                             | Fotos hochladen                |
| Katholische Pfarrkirche St. Michael         | Hauptstraße 39 Lage                                                                             | 1777                                         | spätgotischer Westturm, 1786 erhöht, Saalbau, 1777                                                                                                | weitere Bilder Fotos hochladen |
| Kreuzigungsgruppe                           | Hauptstraße, bei Nr. 39 Lage                                                                    | 1737                                         | barocke Kreuzigungsgruppe, Rotsandstein, angeblich bezeichnet 1737                                                                                | Fotos hochladen                |
| Freitreppe                                  | Hauptstraße, bei Nr. 39 Lage                                                                    |                                              | Kirchhofaufgang mit barocker Freitreppe | Fotos hochladen                |
| Wohnhaus                                    | Hauptstraße 40 Lage                                                                             | 1786                                         | Fachwerkhaus über Quadersockel, bezeichnet 1786                                                                                                   | Fotos hochladen                |
| Schulhaus                                   | Hauptstraße 41 Lage                                                                             | 1766                                         | ehemalige Schule; ein- und zweigeschossiger Walmdachbau, teilweise massiv, 1766, kleiner Anbau, 19. Jahrhundert                                   | Fotos hochladen                |
| Wohnhaus                                    | Hauptstraße 43 Lage                                                                             | um 1700                                      | Fachwerkhaus, teilweise massiv, wohl um 1700 | Fotos hochladen                |
| Wachthaus                                   | Hauptstraße 45 Lage                                                                             | 1744                                         | ehemaliges Wachthaus; kleiner Fachwerkbau, Walmdach, 1744                                                                                         | Fotos hochladen                |
| Wohnhaus                                    | Hauptstraße 47 Lage                                                                             | 1720                                         | neunachsiger Fachwerkbau, teilweise massiv, Mansarddach, angeblich von 1720                                                                       | Fotos hochladen                |
| Wohnhaus                                    | Hauptstraße 55 Lage                                                                             | 18. Jahrhundert                              | Fachwerkhaus, 18. Jahrhundert | Fotos hochladen                |
| Wohnhaus                                    | Hauptstraße 59 Lage                                                                             | 1755                                         | Fachwerkhaus, bezeichnet 1755 | Fotos hochladen                |
| Wegekreuz                                   | Hauptstraße, bei Nr. 59 Lage                                                                    | 1738                                         | Wegekreuz, Sandstein, bezeichnet 1738 | Fotos hochladen                |
| Wohnhaus                                    | Hoppelgasse 2 Lage                                                                              | 1744                                         | Fachwerkhaus, teilweise massiv, bezeichnet 1744                                                                                                   | BW                             |
| Mauer                                       | Hoppelgasse, bei Nr. 3 Lage                                                                     | Mitte des 19. Jahrhunderts                   | Mauer eines Wirtschaftsgebäudes, Mitte des 19. Jahrhunderts, verbaut wurden archäologische Fundstücke (Tegulae etc.)                              | BW                             |
| Wegekreuz                                   | Jockgrimer Straße, Ecke Römerbadstraße Lage                                                     | 1845                                         | Wegekreuz, Sandstein, bezeichnet 1845 | Fotos hochladen                |
| Wohnhaus                                    | Rappengasse 4 Lage                                                                              | 1788                                         | Fachwerkhaus, teilweise massiv, Walmdach, bezeichnet 1788                                                                                         | Fotos hochladen                |
| Wohnhaus                                    | Rappengasse 19 Lage                                                                             | um 1800                                      | Fachwerkhaus, teilweise massiv, um 1800 | Fotos hochladen                |
| Wohnhaus                                    | Rappengasse 21 Lage                                                                             | um 1800                                      | Fachwerkhaus, um 1800 | Fotos hochladen                |
| Kriegergedächtniskapelle und Friedhofskreuz | Rehgartenweg, auf dem Friedhof Lage                                                             | ab 1844                                      | Kriegergedächtniskapelle 1914/18; kleiner Walmdachbau, expressionistisch geprägt; Friedhofskreuz, Rotsandstein, bezeichnet 1844                   | Fotos hochladen                |
| Kilometerstein                              | nördlich des Ortes an der L 540; Flur Niederfeld Lage                                           | zweite Hälfte des 19. Jahrhunderts           | Kilometerstein; Rundpfeiler, Sandstein, wohl aus der zweiten Hälfte des 19. Jahrhunderts                                                          | Fotos hochladen                |
| Wanzenheimer Mühle                          | nordöstlich des Ortes Lage                                                                      | erste Hälfte oder Mitte des 19. Jahrhunderts | stattlicher Putzbau, erste Hälfte oder Mitte des 19. Jahrhunderts                                                                                 | weitere Bilder Fotos hochladen |
| Wegekreuz                                   | nordöstlich des Ortes an einem Feldweg; Flur Am Wanzenheimer Weg Lage                           | 1731                                         | Wegekreuz; Balkenkreuz, bezeichnet 1731 | Fotos hochladen                |
| Wegekreuz                                   | nordöstlich des Ortes bei der Wanzenheimer Mühle; Flur Am Mühlweg Lage                          | zweite Hälfte des 18. Jahrhunderts           | Wegekreuz; spätbarocker Sockel eines Kruzifix | Fotos hochladen                |
| Wegekreuz                                   | nordöstlich des Ortes in Verlängerung der Neupotzer Straße beim Friedhof; Flur Wasserbeitz Lage | 1723                                         | Wegekreuz; Kruzifix, graugelber Sandstein, bezeichnet 1723                                                                                        | Fotos hochladen                |
| Weißes Kreuz                                | östlich des Ortes in Verlängerung der Maximilianstraße; Flur Am weißen Kreuz Lage               | 1787                                         | Wegekreuz; Kreuzigungsgruppe, bezeichnet 1787 | weitere Bilder Fotos hochladen |
| Denkmal                                     | südöstlich des Ortes in den Feldern jenseits des Otterbachs; Flur Oberer Feldberg Lage          | 1793                                         | Denkmal; Sandsteinpfeiler, bezeichnet 1793 (oder 1703 ?)                                                                                          | Fotos hochladen                |

## Ehemalige Kulturdenkmäler
| Bezeichnung | Lage             | Baujahr | Beschreibung                                                                       | Bild |
| ----------- | ---------------- | ------- | ---------------------------------------------------------------------------------- | ---- |
| Wohnhaus    | Mühlgasse 5 Lage | um 1800 | Fachwerkhaus, teilweise massiv, um 1800; abgebrochen und aus Denkmalliste gelöscht | BW   |